# Gordon Jennings
(Henry) Gordon Jennings, A.S.C., né en 1896 — date non spécifiée — à Salt Lake City (Utah), mort le 11 janvier 1953 à Hollywood — Quartier de Los Angeles (Californie), est un technicien des effets visuels et directeur de la photographie américain.

## Biographie
Gordon Jennings débute au cinéma en 1919, comme premier assistant opérateur, au sein de la compagnie fondée par l'actrice, réalisatrice et productrice Lois Weber. Il devient chef opérateur sur le film muet The Blot (1921, avec Claire Windsor et Louis Calhern), réalisé par Lois Weber et son époux Phillips Smalley. Il est à nouveau chef opérateur sur un second (donc dernier) film muet sorti en 1923, Les Lois de l'hospitalité de Buster Keaton et John G. Blystone (avec Buster Keaton, Joe Roberts et Natalie Talmadge).
Il renonce ensuite à la direction des prises de vues, pour se spécialiser comme technicien des effets visuels (effets spéciaux). Au sein de la Paramount Pictures essentiellement, il contribue ainsi à cent-quatre-vingt-cinq films américains (dont des westerns), sortis entre 1933 et 1954. Il collabore notamment avec son frère Devereaux Jennings (1884-1952) et Loyal Griggs, eux aussi chefs opérateurs et techniciens des effets visuels. À ce second poste, le premier film de Gordon Jennings est L'Île du docteur Moreau (1933), réalisé par Erle C. Kenton. Le dernier est L'Éternel féminin d'Irving Rapper, sorti le 13 janvier 1954, un an après sa mort brutale, d'une crise cardiaque.
Dans l'intervalle, outre les réalisateurs déjà nommés, Gordon Jennings assiste Henry Hathaway (ex. : Les Gars du large en 1938), Mitchell Leisen (ex. : L'Escadrille des jeunes en 1941), Cecil B. DeMille (ex. : Les Naufrageurs des mers du Sud en 1942 ; Samson et Dalila en 1949), John Farrow (ex. : Révolte à bord en 1946), Billy Wilder (ex. : Boulevard du crépuscule en 1950), ou encore George Marshall (ex. : Houdini le grand magicien en 1953), entre autres. Mentionnons aussi sa participation à deux classiques de la science-fiction, Le Choc des mondes (1951) de Rudolph Maté, et La Guerre des mondes (1953) de Byron Haskin.
Durant sa carrière, Gordon Jennings gagne un Oscar d'honneur et quatre Oscars des meilleurs effets visuels (alors attribués comme Oscars des meilleurs effets spéciaux), sans compter sept autres nominations dans cette dernière catégorie — voir détails ci-dessous —. 

## Filmographie partielle

### Comme technicien des effets visuels
- 1933 : L'Île du docteur Moreau (Island of the Lost Souls) d'Erle C. Kenton
- 1933 : La Loi de Lynch (This Day and Age) de Cecil B. DeMille
- 1933 : Alice au pays des merveilles (Alice in Wonderland) de Norman Z. McLeod
- 1934 : L'Impératrice rouge (The Scarlett Empress) de Josef von Sternberg
- 1934 : La mort prend des vacances (Death Takes a Holiday) de Mitchell Leisen
- 1935 : Peter Ibbetson d'Henry Hathaway
- 1935 : Les Croisades (The Crusades) de Cecil B. DeMille
- 1936 : Le général est mort à l'aube (The General died at Dawn) de Lewis Milestone
- 1936 : Une aventure de Buffalo Bill (The Plainsman) de Cecil B. DeMille
- 1937 : La Furie de l'or noir (High, Wide, and Handsome) de Rouben Mamoulian
- 1937 : Âmes à la mer (Souls at Sea) d'Henry Hathaway
- 1937 : Une nation en marche (Wells Fargo) de Frank Lloyd
- 1938 : Big Broadcast of 1938 (The Big Broadcast of 1938) de Mitchell Leisen
- 1938 : Les Gars du large (Spawn of the North) d'Henry Hathaway
- 1938 : Le Roi des gueux (If I were King) de Frank Lloyd
- 1939 : Zaza de George Cukor
- 1939 : St. Louis Blues de Raoul Walsh
- 1939 : Pacific Express (Union Pacific) de Cecil B. DeMille
- 1940 : Docteur Cyclope (Dr. Cyclops) d'Ernest B. Schoedsack
- 1940 : Typhon (Typhoon) de Louis King
- 1940 : Les Tuniques écarlates (North West Mounted Police) de Cecil B. DeMille
- 1941 : L'Escadrille des jeunes (I wanted Wings) de Mitchell Leisen
- 1941 : Aloma, princesse des îles (Aloma of the South Seas) d'Alfred Santell
- 1942 : L'Inspiratrice (The Great Man's Lady) de William A. Wellman
- 1942 : Tueur à gages (This Gun for Hire) de Frank Tuttle
- 1942 : Les Naufrageurs des mers du Sud (Reap the Wild Wind) de Cecil B. DeMille
- 1942 : Mabok, l'éléphant du diable (Beyond the Blue Horizon) d'Alfred Santell
- 1942 : La Sentinelle du Pacifique (Wake Island) de John Farrow
- 1942 : La Fille de la forêt (The Forest Rangers) de George Marshall
- 1942 : Ma femme est une sorcière (I married a Witch) de René Clair
- 1943 : La Dangereuse Aventure (No Time for Love) de Mitchell Leisen
- 1943 : En route vers le Maroc (Road to Morocco) de David Butler
- 1943 : Le Défilé de la mort (China) de John Farrow
- 1943 : Dixie d'A. Edward Sutherland
- 1943 : Pour qui sonne le glas (For Whom the Bell tolls) de Sam Wood
- 1944 : La Route semée d'étoiles (Going My Way) de Leo McCarey
- 1944 : L'aventure vient de la mer (Frenchman's Creek) de Mitchell Leisen
- 1944 : La Falaise mystérieuse (The Uninvited) de Lewis Allen
- 1944 : L'Odyssée du docteur Wassell (The Story of Dr. Wassell) de Cecil B. DeMille
- 1944 : Les Nuits ensorcelées (Lady in the Dark) de Mitchell Leisen
- 1944 : Lona la sauvageonne (Rainbow Island) de Ralph Murphy
- 1945 : La Duchesse des bas-fonds (Kitty) de Mitchell Leisen
- 1945 : Le Poison (The Lost Weekend) de Billy Wilder
- 1945 : Mascarade à Mexico (Masquerade in Mexico) de Mitchell Leisen
- 1945 : L'Or et les Femmes (Bring on the Girls) de Sidney Lanfield
- 1946 : Révolte à bord (Two Years before the Mast) de John Farrow
- 1946 : L'Emprise du crime (The Strange Love of Martha Ivers) de Lewis Milestone
- 1946 : En route vers l'Alaska (Road to Utopia) d'Hal Walker
- 1946 : À chacun son destin (To Each His Own) de Mitchell Leisen
- 1946 : Le Joyeux Barbier (Monsieur Beaucaire) de George Marshall
- 1946 : La Mélodie du bonheur (Blue Skies) de Stuart Heisler
- 1947 : Les Conquérants d'un nouveau monde (Unconquered) de Cecil B. DeMille
- 1947 : En route vers Rio (Road to Rio) de Norman Z. McLeod

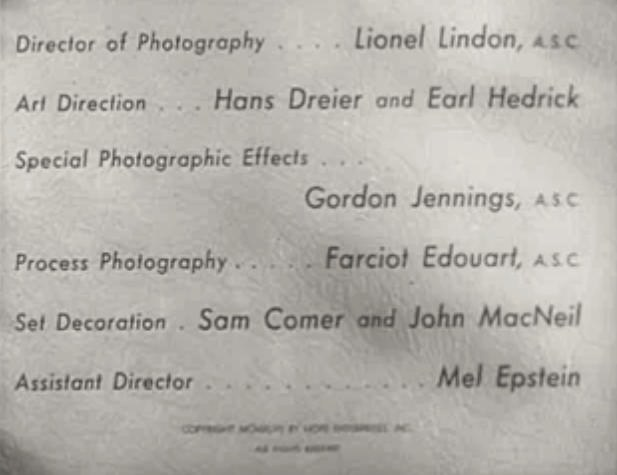
La Brune de mes rêves (1947) :
Extrait du générique de début

- 1947 : Californie terre promise (California) de John Farrow
- 1947 : Les Anneaux d'or (Golden Earrings) de Mitchell Leisen
- 1947 : le Loup des sept collines (Cry Wolf) de Peter Godfrey
- 1947 : La Furie du désert (Desert Fury) de Lewis Allen
- 1947 : Meurtres à Calcutta (Calcutta) de John Farrow
- 1947 : La Brune de mes rêves (My Favorite Brunette) d'Elliott Nugent
- 1948 : Raccrochez, c'est une erreur (Sorry, Wrong Number) d'Anatole Litvak
- 1948 : La Valse de l'empereur (The Emperor Waltz) de Billy Wilder
- 1948 : Trafic à Saïgon (Saigon) de Leslie Fenton
- 1948 : La Grande Horloge (The Big Clock) de John Farrow
- 1948 : La Scandaleuse de Berlin (A Foreign Affair) de Billy Wilder
- 1948 : Visage pâle (The Paleface) de Norman Z. McLeod
- 1949 : L'Héritière (The Heiress) de William Wyler
- 1949 : La Vengeance des Borgia (Bride of Vengeance) de Mitchell Leisen
- 1949 : Le Prix du silence (The Great Gatsby) d'Elliott Nugent
- 1949 : Ma bonne amie Irma (My Friend Irma) de George Marshall
- 1949 : Samson et Dalila (Samson and Delilah) de Cecil B. DeMille
- 1950 : La Femme à l'écharpe pailletée (The File of Thelma Jordon) de Robert Siodmak
- 1950 : Chaînes du destin (No Man of Her Own) de Mitchell Leisen
- 1950 : Boulevard du crépuscule (Sunset Boulevard) de Billy Wilder
- 1950 : Les Furies (The Furies) d'Anthony Mann
- 1950 : Les Amants de Capri (September Affair) de William Dieterle
- 1950 : Maman est à la page (Let's Dance) de Norman Z. McLeod

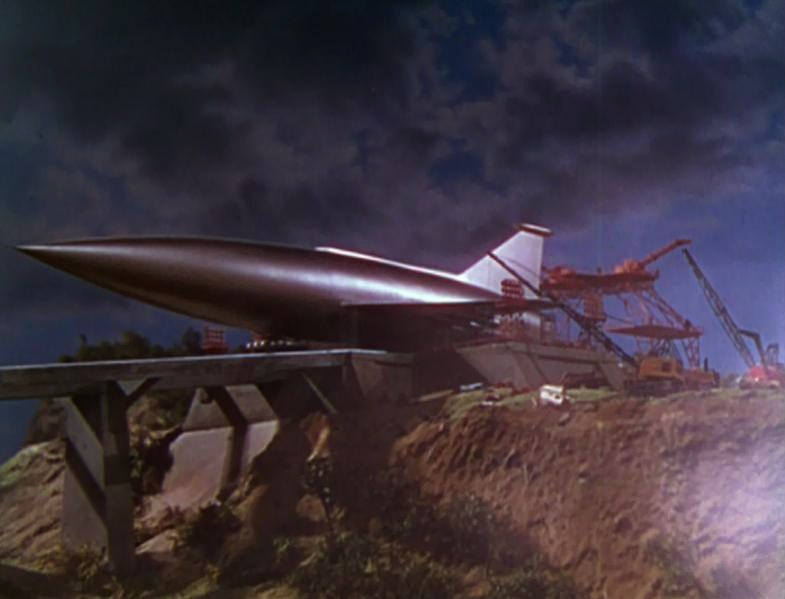
Effet visuel pour Le Choc des mondes (1951)

- 1951 : Une place au soleil (A Place in the Sun) de George Stevens
- 1951 : Si l'on mariait papa (Here comes the Groom) de Frank Capra
- 1951 : Le Choc des mondes (When Worlds Collide) de Rudolph Maté
- 1952 : Sous le plus grand chapiteau du monde (The Greatest Show on Earth) de Cecil B. DeMille
- 1952 : La Polka des marins (Sailor Beware) d'Hal Walker
- 1952 : Parachutiste malgré lui (Jumping Jack) de Norman Taurog
- 1952 : Le Fils de visage pâle (Son of Paleface) de Frank Tashlin
- 1952 : Le Cran d'arrêt (The Turning Point) de William Dieterle
- 1952 : Tonnerre sur le temple (Thunder in the East) de Charles Vidor
- 1952 : Reviens petite Sheba (Come Back, Little Sheba) de Daniel Mann
- 1952 : Le Cabotin et son compère (The Stooge) de Norman Taurog
- 1953 : Fais-moi peur (Scared Stiff) de George Marshall
- 1953 : L'Homme des vallées perdues (Shane) de George Stevens
- 1953 : Stalag 17 de Billy Wilder
- 1953 : La Guerre des mondes (The War of the Worlds) de Byron Haskin
- 1953 : Houdini le grand magicien (Houdini) de George Marshall
- 1953 : Le Petit Garçon perdu (Little Boy Lost) de George Seaton
- 1954 : L'Éternel féminin (Forever Female) d'Irving Rapper

### Comme directeur de la photographie (intégrale)

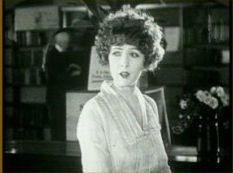
Claire Windsor, dans The Blot (1921)

- 1921 : The Blot de Lois Weber et Phillips Smalley
- 1923 : Les Lois de l'hospitalité (Our Hospitality) de Buster Keaton et John G. Blystone

## Distinctions
- Oscar d'honneur en 1939, pour les effets spéciaux de Les Gars du large (récompense, partagée notamment avec Loyal Griggs et Devereaux Jennings).
- Oscar des meilleurs effets visuels :
  - En 1940, pour Pacific Express (nomination, partagée) ;
  - En 1941, pour Docteur Cyclope et Typhon (nominations, partagées) ;
  - En 1942, pour Aloma, princesse des îles (nomination, partagée) et L'Escadrille des jeunes (récompense, partagée) ;
  - En 1943, pour Les Naufrageurs des mers du Sud (récompense, partagée) ;
  - En 1944, pour Les Anges de miséricorde (nomination, partagée) ;
  - En 1945, pour L'Odyssée du docteur Wassell (nomination, partagée) ;
  - En 1948, pour Les Conquérants d'un nouveau monde (nomination, partagée notamment avec Devereaux Jennings) ;
  - En 1952, pour Le Choc des mondes (récompense, attribuée à la Paramount Pictures, sans nomination de personnes) ;
  - Et en 1954, pour La Guerre des mondes (récompense posthume, attribuée à la Paramount Pictures, sans nomination de personnes).